# East West Bank Classic 1988
L'East West Bank Classic 1988 è stato un torneo di tennis giocato sul cemento.
È stata la 15ª edizione del torneo, che fa parte della categoria Tier II nell'ambito del WTA Tour 1988.
Si è giocato a Los Angeles negli Stati Uniti, dall'8 al 14 agosto 1988.

## Campionesse

### Singolare
Chris Evert ha battuto in finale  Gabriela Sabatini con il punteggio di 2–6, 6–1, 6–1

### Doppio
Patty Fendick /  Jill Hetherington hanno battuto in finale  Gigi Fernández /  Robin White con il punteggio di 7–6(2), 5–7, 6–4